# Ceradenia brunneoviridis
Ceradenia brunneoviridis là một loài dương xỉ trong họ Polypodiaceae. Loài này được Baker ex Jenman L.E. Bishop mô tả khoa học đầu tiên năm 1988.